# 작은긴날개박쥐
작은긴날개박쥐(Miniopterus australis)는 긴가락박쥐과에 속하는 박쥐의 일종이다. 오스트레일리아와 인도네시아, 필리핀 그리고 바누아투에서 발견된다.

## 특징
작은 박쥐로 몸길이가 40~45mm, 전완장이 34~41mm이고 꼬리 길이는 34~47mm이다. 발 길이는 7~9mm이고, 귀 길이는 7~11mm, 몸무게는 최대 8.3g이다. 털이 짧고 무성하다. 등 쪽은 밝은 회색빛 갈색부터 짙고 불그스레한 갈색까지 다양하지만 배 쪽은 짙은 회색빛 갈색이거나 불그스레하다.

## 생태
동굴과 굴, 나무 구멍 속에 최대 50마리까지 무리를 지어 은신한다. 동굴 내의 독특한 미기후가 새끼의 성장에 적합하기 때문에 1~10만 마리의 어미 박쥐로 보육 집단을 형성하여 태어난 새끼를 함께 돌본다. 뉴기니섬으로 계절 이동을 하는 개체군이 관찰되기도 한다. 먹이는 숲 수관층 아래 또는 인공 불빛 주위를 날아다니는 곤충이다. 12월에 새끼를 낳고 임신 기간은 약 4.5개월이다. 생후 7주 후에 비행을 시작한다.

## 분포 및 서식지
자와섬과 보르네오섬, 필리핀의 동남아시아 지역과 뉴기니섬부터 바누아투와 누벨칼레도니, 오스트레일리아까지의 오스트레일리아구에 널리 분포한다. 헤발 최대 1,500m 이하의 우림 지역과 산지림, 경엽수림 그리고 농경지에서 서식한다.